# 穆阿泰之战

穆阿泰之战

穆阿泰之战（羅馬化：Maʿrakat Muʿtah ）是629年9月穆罕默德的军队与拜占庭帝国、伽珊尼德聯軍之间的一场战役。由於穆罕默德不滿自己的使者被伽珊尼德殺害而下令軍隊進攻伽珊尼德。战役地點位於穆阿泰。在這場戰役中，穆罕默德有三位指揮官阵亡，最後穆罕默德的軍隊由哈立德·本·瓦利德指揮並順利逃離。 